# وس رید
وس رید (انگلیسی: Wes Reid؛ زادهٔ ۱۰ سپتامبر ۱۹۶۸) بازیکن فوتبال اهل بریتانیا است.
از باشگاه‌هایی که در آن بازی کرده‌است می‌توان به باشگاه فوتبال برادفورد سیتی، باشگاه فوتبال آرسنال، و باشگاه فوتبال میلوال اشاره کرد.